# USS Ranger (CV-61)
USS Ranger (CV-61) byla letadlová loď Námořnictva Spojených států, která působila ve službě v letech 1957–1993. Jednalo se o třetí jednotku třídy Forrestal. Postavena a zařazena byla jako útočná letadlová loď s označením CVA-61, později byla překlasifikována na víceúčelovou letadlovou loď CV-61.
Její stavba byla zahájena 2. srpna 1954 v loděnici Newport News Shipbuilding v Newport News ve Virginii. K jejímu spuštění na vodu došlo 29. září 1956, do služby byla zařazena 10. srpna 1957. Během své služby se zúčastnila operací během války ve Vietnamu a i v dalších letech působila především v Tichém oceánu. Ke konci své služby působila i v Indickém oceánu a Perském zálivu. Hrála také v televizních seriálech The Six Million Dollar Man a Letka černých ovcí a ve filmech Top Gun, Star Trek IV: Cesta domů (zde ztvárnila USS Enterprise) a Let vetřelce. Ze služby byla vyřazena 10. července 1993, poté byla odstavena. Po vyškrtnutí z rejstříku námořních plavidel v roce 2004 byla nabídnuta případným zájemcům pro provozování muzea. Protože žádný zájemce nedokázal splnit požadavky námořnictva, bylo v roce 2012 rozhodnuto, že loď bude sešrotována, k čemuž došlo roku 2017.